# Вулиця Західно-Окружна (Хмельницький)
Ву́лиця За́хідно-Окружна́ — об'їзна магістраль у західній околиці міста (звідси й назва вулиці), що з'єднала виїзд на Тернопіль — Львів та проспект Миру (виїзд на Вінницю та Шепетівку). Частково пролягає через масив індивідуальної забудови поблизу заводу «Катіон» та мікрорайон Гречани.

## Релігійні споруди
Західна Окружна, 14 — Костел Святої Анни. У XVIII — першій половині XX століття головний храм римо-католиків Проскурова, костел Святої Анни, височів приблизно на місці нинішньої школи № 1 (див. вулиця Староміська). Але в 1936 році його закрили й почали руйнувати, а в 1938 році те, що залишилося, висадили у повітря вибухівкою. В розпорядженні польської громади залишилася лише капличка, яка була розташована в 1925 році на римо-католицькому цвинтарі села Гречани. Згодом на її місці розбудували костел, якому надали ім'я Святої Анни, і який до середини 1990-х років був єдиним католицьким храмом міста.

## Автомобільні мости
- Шляхопровід через залізничні колії станції Гречани на вулиці Західно-Окружній є одним з найдовших мостів міста Хмельницького. Його протяжність становить 200 метрів 25 сантиметрів. Під ним влаштовано й з'їзд на вулицю Волочиську.[1]
- Міст через річку Південний Буг. Шляхопроводи через вулиці Курчатова, Вокзальну. Шляхопроводи над залізницею, один над станційними коліями (див. вище), другий — над залізницею Гречани — Кам'янець Подільський. Мав бути ще шляхопровід над перспективною вулицею Північною, але з метою економії коштів його віднесли на другу чергу робіт.